# Quốc huy Hàn Quốc
Quốc huy Hàn Quốc (tiếng Hàn: 대한민국의 국장; Hanja: 大韓民國의 國章; Hán-Việt: Đại Hàn Dân Quốc Quốc chương) gồm có biểu tượng Thái cực trên quốc kỳ xung quanh là 5 cánh hoa cách điệu và dây ruy băng mang dòng chữ 대한민국 (Daehan Minguk, "Đại Hàn Dân Quốc") bằng Hangul. Thái cực đại diện cho hòa bình và hòa hợp. Năm cánh hoa đều mang ý nghĩa và liên quan đến quốc gia Hàn Quốc, hoa dâm bụt kép (hoặc hoa hồng Sharon (mugunghwa (무궁화/無窮花)). Các biểu tượng được thông qua vào năm 1963.

## Những thay đổi trong Quốc huy của Hàn Quốc

Quốc huy Chính phủ lâm thời Hàn Quốc 1919 - 1948
Quốc huy Cộng hòa Nhân dân Triều Tiên (1945)
Chính quyền quân sự Hoa Kỳ tại Nam Triều Tiên (1945 - 1948)
Quốc huy Hàn Quốc 1948 - 1963
Quốc huy Hàn Quốc 1963 - 1984
Quốc huy Hàn Quốc 1984 - 1997
Quốc huy Hàn Quốc 1997 - 2016
Quốc huy Hàn Quốc 2016 - nay

## Lịch sử Quốc ấn Hàn Quốc

Quốc ấn Chính phủ lâm thời Hàn Quốc 1919-1949
Quốc ấn Hàn Quốc 1949-1963
Quốc ấn Hàn Quốc 1963-1999
Quốc ấn Hàn Quốc 1999-2008
Quốc ấn Hàn Quốc 2008-2010
Quốc ấn Hàn Quốc 2010-2011
Quốc ấn Hàn Quốc 2011-nay

## Các biểu tượng khác của Hàn Quốc

Huy hiệu của Tổng thống Hàn Quốc, với hai phượng hoàng phía dưới là hoa hồng Sharon.
Biểu tượng của chính phủ quốc gia, thái cực cách tân.
Biểu tượng của Thủ tướng Hàn Quốc. Hoa hồng Sharon nằm giữa hoa khác.
Biểu tượng của Biểu tượng quốc gia của Cộng hòa Triều Tiên. Chữ "국회" nghĩa là 'Quốc hội' (gukhoe / 國會 trong Hanja) xuất hiện với Hangeul nằm giữa hoa hồng Sharon.
Biểu tượng của Tòa án Tối cao Hàn Quốc.
Biểu tượng của Tòa án Hiến pháp Hàn Quốc.

## Ví dụ về ứng dụng của quốc huy Hàn Quốc

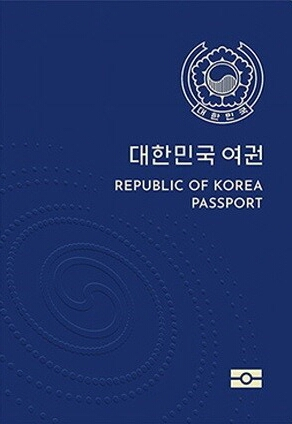
Quốc huy của Đại Hàn Dân Quốc được in trên bìa hộ chiếu của Hàn Quốc.

## Liên kết
- Văn phòng tổng thống[liên kết hỏng]
- Văn phòng thủ tướng Lưu trữ ngày 4 tháng 7 năm 2013 tại Wayback Machine
- Korea.net Lưu trữ ngày 8 tháng 4 năm 2008 tại Wayback Machine